# Дрво света (мађарска митологија)
Дрво света (мађ. világfa),(остали називи „дрво високо до неба” égig érő fa, „дрво живота” életfa, „дрво без врха” tetejetlen fa),  према мађарској народној митологији је елемент мађарског шаманизма и завичајне вере и типичан елемент мађарског народног стваралаштва и народних прича, а такође и посебан тип народне приче, наслеђе које је са собом донето са истока.

## Варијације
Неколико од ових прича има верзије у секељској, германској, румунској, ромској, српској, хрватској, бугарској, турској и другим културама у Азији, али порекло мађарских прича сеже у талточку традицију Мађара. Талтоши (шамани) су људи који имају право да се попну на ово дрво и лутају у седам или девет слојева неба.
Једна верзија ове приче је о малом свињару (kiskondás) који се пење на дрво да спасе принцезу коју држи змај (као што је речено у причи „Светски познати лепи Миклош”). Дрво је чест елемент неких смешних прича, у којима се, на пример, Ром пење на дрво да би стигао у рај, међутим пут га је одвео у пакао.
Дрво света често расте из ирваса или коња. Често међу својим гранама носи Сунце и Месец. Овај последњи концепт је типичан за уралске и сибирске народе. Дрво често стоји на светској планини, са врхом на небу и коренима у паклу, где живе змије и жабе крастаче. У причама птице често седе на дрвету, на пример орлови, јастребови или митска мађарска птица турул.

## Научна анализа
Мађарски научници тврде да је тип приче Аарне-Томпсон-Утер индекс АаТх 468 (Индекс заплета народних бајки), је тип приче који укључује пењање на џиновско дрво, одраз древних шаманистичких пракси. Конкретно, мађарско-америчка научница Линда Дег, на основу анализе ца. 70 варијанти Мађарске и околних земаља, закључила је да је тип АаТх 468, „Дрво које је допирало до неба“ „мађарска етничка прича“, повезана са „праисторијском шаманистичком религијом старих Мађара и њиховог лингвистичког рода“.
Слависта Карел Хоралек, проучавајући варијанте Арне-Томпсон-Утеровог индекса типа АТУ 302, „Чуново срце у јајету“, приметио је да одређена средњоевропска (у Мађарској и суседним земљама) верзија овог типа приказује јунака како се пење на огромно дрво и стиже у скривено горње царство. Након низа авантура, он се жени принцезом овог горњег царства и она му даје сет кључева, упозоравајући га да никада не отвара одређена врата. Он је не послуша и пушта зликовца из приче, епизоду веома сличну руској причи Марја Моревна. Мађарски етнограф Ђула Ортутај сматрао је да је овај наратив „вредна мађарска приповетка”. С друге стране, Карел Хоралек је сугерисао да се овај наратив развио као мађарски оикотип, са својом истакнутом одликом високог дрвета и радњи које га окружују.

### Комбинације прича
Према научници Кристин Голдберг, даља истраживања типа приче АаТх 468 користећи историјско-географску методу закључила су да је „његов карактеристичан мотив“ шаманско дрво, тип приче „није широко познат ван Мађарске“, дели епизоде са другим типовима прича, наиме АТ 300-310.
У истом духу, Линда Дег, у својој табели свих познатих варијанти које су јој доступне, назначила је да тип 468 укључује, у свом наративном низу, епизоде „малог круга“ других типова прича: Убица змајева (типови 300-302 ), комплекс Не знам (типови 314, 530, 532), Невеста оног света (тип 400), Чаробни лет (тип 313). Према њеним речима, комбинација са типом 301 јавља се у јужнословенским варијантама, а са типом 400 у Румунији.

## Белешке
1. ↑  For clarification:[8]
  - Тип 300, "Принцеза и змај",
  - Тип 300A, "Борба на мосту",
  - Тип 301, "Јована од медведа, Праслеа Храбри и Златне јабуке,
  - Тип 302, "Огрово (ђавоље) срце у јајету"",
  - Тип 303, "Витез од рибе",
  - Тип 303A, "Браћа траже сестре као жене",
  - Тип 304, "Нилс и џин",
  - Тип 305, "Змајево срце-крв као лек",
  - Тип 306, "Дванаест расплесаних принцеза",
  - Тип 307, "Принцеза у шкрињи",
  - Тип 310, "Рапунзел".